# Selecció sud-coreana de corfbol
La selecció sud-coreana de corfbol és dirigida per la Korea Korfball Federation (KKF) i representa Corea del Sud a les competicions internacionals de corfbol. La Federació Coreana, fundada l'any 2006, té la seu a Seul i forma part de la Federació Internacional de manera provisional des de l'any 2006, i com a membre de ple dret des del 2007.
El seu debut en competició internacional va ser l'any 2006 en un torneig a la Xina Taipei.

## Història
| Campionat d'Àsia i Oceania |                               |      |               |
| Any                        | Campionat                     | Seu  | Classificació |
| 2010                       | 8è Campionat d'Àsia i Oceania | Xina | 7a plaça      |

| Campionat d'Àsia |                     |                |               |
| Any              | Campionat           | Seu            | Classificació |
| 2008             | 2n Campionat d'Àsia | Jaipur (Índia) | 6a plaça      |